# Ignace Michiels

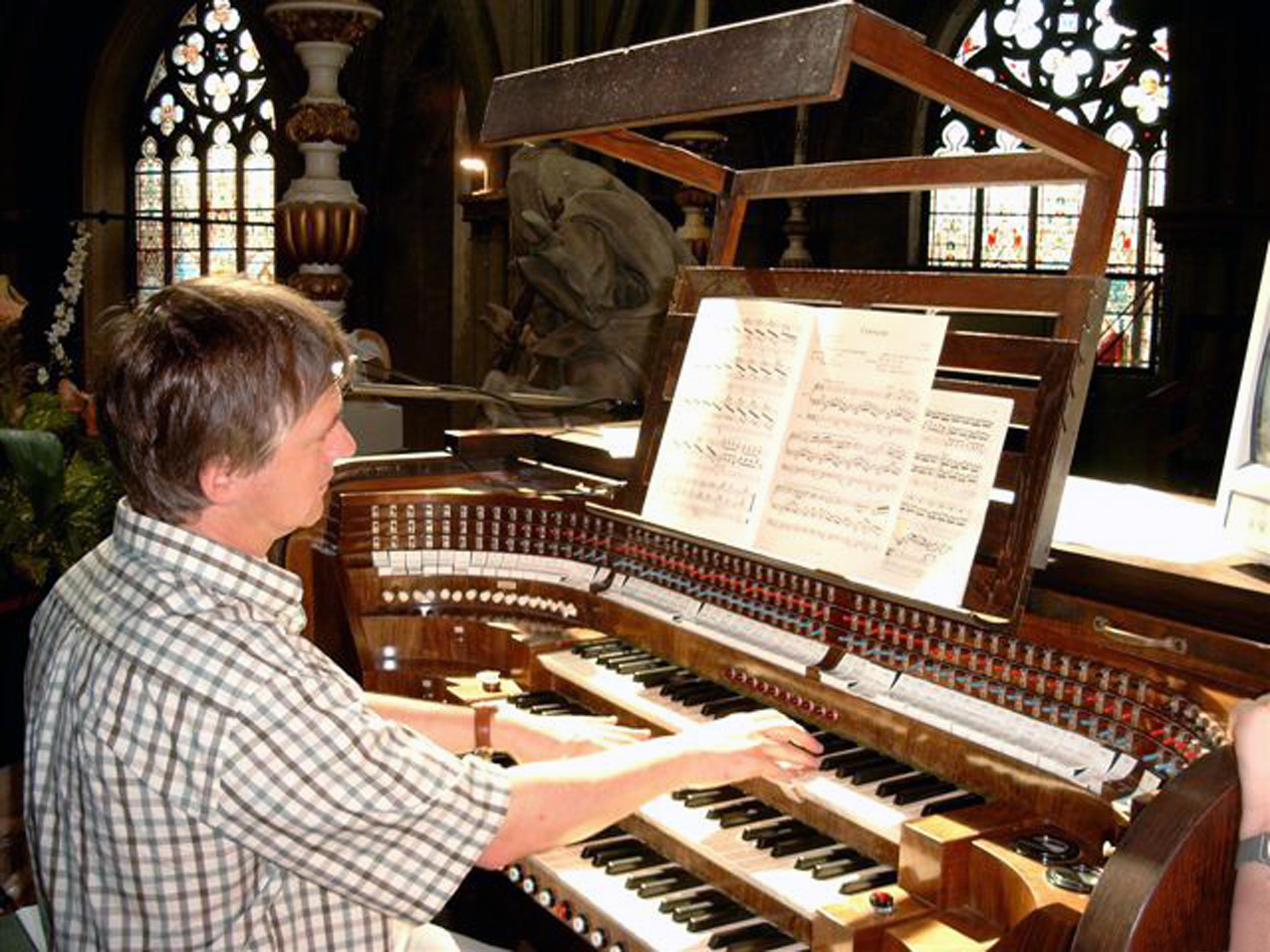
Ignace Michiels an seiner Orgel der Sint-Salvatorskathedraal in Brügge

Ignace Michiels (* 7. Dezember 1963) ist ein belgischer Organist an der St.-Salvator-Kathedrale von Brügge, Konzertorganist, Chorleiter und Orgellehrer.

## Leben
Ignace Michiels studierte Orgel, Klavier und Cembalo am Konservatorium in Brügge. 1986 gewann er einen Preis des Lemmensinstituut in Leuven. Er setzte seine Studien fort bei Robert T. Anderson an der Southern Methodist University in Dallas, bei Herman Verschraegen am Königlichen Konservatorium in Brüssel, und bei Odile Pierre am Conservatoire de Paris, wo er mit einem Prix d’Excellence abschloss. Er erhielt auch ein Diplom für Orgelmusik am Königlichen Konservatorium in Gent.
Ignace Michiels lehrt Orgel am Königlichen Konservatorium in Gent und am Konservatorium in Brügge. Er ist Organist der Sint-Salvatorskathedraal, verantwortlich für die Kathedraalconcerten, eine traditionsreiche Konzertreihe seit 1952. Die Orgel geht auf ein Werk von Jacobus Van Eynde (1717–1719) zurück, das im 20. Jahrhundert drei Erweiterungsumbauten erfahren hat: 1902 durch L.B. Hooghuys, 1935 durch Johannes Klais Orgelbau und 1988 durch Frans Loncke & zonen. Heute verfügt das Instrument über 60 Register auf drei Manualen und Pedal.
Michiels leitete den Oratorienchor Cantores von 1990 bis 2005. Er bereitete den Chor auf Konzerte und Aufnahmen vor, wie zum Beispiel Beethovens Neunte Sinfonie mit dem Rundfunkorchester BRTN Philharmonic Orchestra Brussels, geleitet von Alexander Rahbari.
Michiels wirkte in der Jury internationaler Orgelwettbewerbe und gab Meisterklassen. Er arbeitet mit dem Flämischen Klassischen Radio zusammen.

## Internationale Konzerte
1999 organisierte er zusammen mit Gabriel Dessauer, Kantor von St. Bonifatius in Wiesbaden, ein Projekt, gemeinsam ein Jahrhundert der Gewalt zum Abschluss zu bringen. Sowohl in Brügge als auch in Wiesbaden wurde ein Konzert aufgeführt von den Chören Cantores und Chor von St. Bonifatius, Michiels an der Orgel und Dessauer am Pult. Das Konzert in Brügge am 23. Oktober 1999 hieß Eeuw van zinloos Geweld (Jahrhundert sinnloser Gewalt). Auf dem Programm standen Prélude et Fugue sur le nom d’Alain von Maurice Duruflé, Van Nuffels In convertendo Dominus, Alains Litanies, Rudolf Mauersbergers Wie liegt die Stadt so wüst, Gerald Hendries Exsultate aus der Sonate In praise of reconciliation, und Duruflés Requiem. Das Konzert in Wiesbaden hieß Versöhnungskonzert zum Ende des Jahrhunderts.
Die Zusammenarbeit wurde seit 2001 in jährlichen Chorprojekten mit Orgel fortgesetzt. Deutsche und flämische Choristen bildeten den Reger-Chor-International, der in Deutschland und Belgien auftrat. Im ersten Konzert in Brügge am 30. Juni 2001 erklangen Fiat Lux von Théodore Dubois, William Lloyd Webbers Missa Sanctae Mariae Magdalenae, Allegro giocoso von Edward Bairstow, Duruflès Toccata, Van Nuffels Dominus regnavit und Regers Hebbel-Requiem in der Orgelfassung von Max Beckschäfer. Das ähnliche Konzert in Wiesbaden wurde aufgenommen.
Am 19. August 2002 spielte Michiels ein Orgelkonzert beim Rheingau Musik Festival in St. Markus in Erbach.
Am 2. Dezember 2006 dirigierte er im Concertgebouw von Brügge Bachs Weihnachtsoratorium mit dem Reger-Chor-International.
Am 1. August 2008 spielte er Olivier Messiaens Messe de la Pentecôte auf der Flentrop-Orgel der Grote Kerk in Breda. Er spielte Werke von Brahms mit dem Reger-Chor-International, ergänzt um Orgelwerke von Otto Olsson, Julius Reubke, Joseph Jongen und Camil Van Hulse. Am 27. Oktober spielte er Werke von Schumann, Olsson, Flor Peeters, Gaston Litaize und Naji Hakim beim Internationalen Organisten Festival in Turin.
Am 4. Juli 2010 konzertierte er mit der Harfenistin Andrea Voets beim Festival de la Ribagorza in der Basílica de la Peña de Graus in Graus.
Am 3. Oktober 2012 war er der Organist in der Premiere der Missa solemnis Bonifatius-Messe für Sopran, Chor, Kinderchor, Oboe und Orgel von Colin Mawby, mit der der Chor von St. Bonifatius in Wiesbaden sein 150-jähriges Jubiläum feierte.

## Einspielungen
Einige der Kathedraalconcerten wurden aufgenommen, Orgelwerke, darunter drei der acht Sonaten von Alexandre Guilmant, und Werke für Orgel mit Panflöte und mit Trompete. Michiels erscheint mit Organ Sonata op. 175 von Louis Maes auf der Jubiläum CD 150 Jahre Konservatorium Brügge (1997).
Er war an Aufnahmen von Chorwerken beteiligt:
- Joseph Ryelandt: Geistliche Chormusik, mit Greta De Reyghere, Collegium Instrumentale Brugense, Capella Brugensis, Dirigent Patrick Peire (1997) flandersmusic.be
- Francis Poulenc, Gabriel Fauré, mit Hilde Coppé, Collegium Instrumentale Brugense, Jan van der Crabben, Capella Brugensis, Dirigent Patrick Peire (2000) flandersmusic.be
- Max Reger: Hebbel-Requiem und Orgelwerke, mit Reger-Chor-International, Dirigent Gabriel Dessauer (2001, live in St. Bonifatius Wiesbaden)[6]
- Max Reger: Der 100. Psalm, Introduction, Passacaglia and Fugue in E minor, op. 127. Mit Reger-Chor-International, Dirigent Gabriel Dessauer (2003, live in St. Bonifatius Wiesbaden) (Memento vom 15. August 2012 im Internet Archive)
- Johan Duijck: El Camino de Alma – de Weg van de Ziel, mit Hilde Coppé, Collegium Instrumentale Brugense, Noëlle Schepens, Vlaams Radio Koor (VRK), Hans Ryckelynck, Gents Madrigaalkoor, Dirigent Johan Duijck (2008) flandersmusic.be
- Johan Duijck: Cantiones Sacrae, mit Vlaams Radio Koor, Dirigent Johan Duijck (2009) flandersmusic.be